# Peter Hans Kolvenbach
Peter Hans Kolvenbach (Druten, 30 de novembro de 1928 – Beirute, 26 de novembro de 2016) foi um sacerdote católico, o 29.° Superior Geral da Companhia de Jesus.
Nasceu filho de pai alemão e mãe italiana, em 30 de novembro de 1928 em Druten, uma aldeia a 20 km de Nimega, Países Baixos. 

Foi eleito em 1983 Superior Geral da Companhia de Jesus, sucedendo a Pedro Arrupe.
Renunciou ao cargo em 2008, sendo sucedido por Adolfo Nicolás.
Morreu em 26 de novembro de 2016, em Beirute, Líbano, aos 87 anos.